# Hettinger
Hettinger is een plaats (city) in de Amerikaanse staat North Dakota, en valt bestuurlijk gezien onder Adams County.

## Demografie
Bij de volkstelling in 2000 werd het aantal inwoners vastgesteld op 1307.
In 2006 is het aantal inwoners door het United States Census Bureau geschat op 1185, een daling van 122 (-9,3%).

## Geografie
Volgens het United States Census Bureau beslaat de plaats een oppervlakte van
2,2 km², geheel bestaande uit land.

## Plaatsen in de nabije omgeving
De onderstaande figuur toont nabijgelegen plaatsen in een straal van 40 km rond Hettinger.